# Elise Laverick
Elise Mary Laverick (Rustington, 27 de julio de 1975) es una deportista británica que compitió en remo.
Participó en tres Juegos Olímpicos de Verano, obteniendo dos medallas, bronce en Atenas 2004 y bronce en Pekín 2008, en la prueba de doble scull, y el séptimo lugar en Sídney 2000, en el ocho con timonel.
Ganó dos medallas de bronce en el Campeonato Mundial de Remo, en los años 1997 y 2007.

## Palmarés internacional
| Juegos Olímpicos   | Juegos Olímpicos       | Juegos Olímpicos  | Juegos Olímpicos |
| Año                | Lugar                  | Medalla           | Prueba           |
| ------------------ | ---------------------- | ----------------- | ---------------- |
| 2004               | Atenas (Grecia)        | Medalla de bronce | Doble scull      |
| 2008               | Pekín (China)          | Medalla de bronce | Doble scull      |
| Campeonato Mundial |                        |                   |                  |
| Año                | Lugar                  | Medalla           | Prueba           |
| 1997               | Aiguebelette (Francia) | Medalla de bronce | Ocho con timonel |
| 2007               | Múnich (Alemania)      | Medalla de bronce | Doble scull      |